# اندیس جانجا
جانجا یک اندیس فلزی است که در حوالی شهر چهل کوره استان سیستان و بلوچستان قرار دارد و مادهٔ معدنی موجود در آن، مس و سرب است.  